# Paolo Stoppa
Paolo Stoppa, född 6 juni 1906 i Rom, död 1 maj 1988 i samma stad, var en italiensk skådespelare.

## Roller i urval
- 1950 – Djävulens bländverk
- 1951 – Miraklet i Milano
- 1952 – Nattens skönheter
- 1952 – Rom klockan 11
- 1953 – Il sole negli occhi
- 1953 – Ödets perrong
- 1954 – Fest i Neapel
- 1960 – Rocco och hans bröder
- 1960 – Tyrannernas kamp
- 1962 – Det ljuva lättsinnet
- 1962 – Leoparden
- 1964 – Becket
- 1964 – Besöket
- 1966 – Ta fast räven
- 1968 – Harmonica – en hämnare
- 1977 – Badhytten